# Carlos Fuentes
Carlos Fuentes Macías (født 11. november 1928, død 15. maj 2012) var en mexikansk skribent og forfatter. Han var en af de bedst kendte romanforfattere i den spansk-talende verden. Blandt Fuentes mest lovpriste værker er: The Death of Artemio Cruz (1962), Aura (1962), The Old Gringo (1985) and Christopher Unborn (1987). Han har sat dybe spor i moderne latinamerikansk litteratur, og hans værker er blevet oversat til engelsk og flere andre sprog. Han blev indstillet som kandidat til Nobelprisen i litteratur og han blev, 2001, udnævnt til æresmedlem af den mexicanske Academy of Language.
Fuentes skrev også til spanske og mexicanske aviser om kultur, og – kritisk – om såvel mexicansk politik og USA's Latinamerika-politik. Trods sin høje alder var han yderst aktiv indtil sin dødsdag, hvor hans sidste artikel udkom på tryk.